# Фактор елонгації трансляції 1
Фактор елонгації трансляції 1 (eEF-1) — еукаріотичний фактор елонгації трансляції. 
α- та βγ-субодиниці цього фактору є гомологічними EF-Tu та EF-Ts, відповідно. 
Гени включають в себе: 
- EEF1A1, EEF1A2, EEF1A3
- EEF1B1, EEF1B2, EEF1B3, EEF1B4
- EEF1D, EEF1E1, EEF1G

В багатьох видів зелених водоростей, червоних водоростей, хромальвеолятів та грибів відсутній ген EF-1α, проте є подібний ген, а саме EFL (elongation factor-like). Незважаючи на те, що функцію цього фактору до кінця не вивчено, вона мабуть подібна до такої в EF-1α.
Лише два організми мають як EF-1, так і EFL: гриб Basidiobolus та діатомова водорость Thalassiosira. Походження EFL залишається загадкою. Виникнення цього гену могло бути поодиноким актом, або відбувалося  кілька разів, незалежно один від одного, з подальшою втратою EF або EF-1. Присутність EFL в трьох різних еукаріотичних груп (гриби, хромальвеоляти і архепластиди), як вважається, є результатом двох або більше подій горизонтального перенесення генів.